# Circles (Krystl)
Circles is een nummer van de Nederlandse zangeres Krystl uit 2013. Het is de eerste single van haar tweede studioalbum Undefeatable.
"Circles" was de eerste single van Krystl sinds anderhalf jaar. Het nummer werd een klein radiohitje in Nederland. Het haalde de eerste positie in de Tipparade.